# ジュディス・アイヴィー
ジュディス・アイヴィー（Judith Lee Ivey、1951年9月4日 - ）は、アメリカ合衆国の女優、演出家。ジュディス・アイヴィとも表記される。
テキサス州エルパソ出身。その後、ミシガン州、イリノイ州で育つ。南イリノイ大学とイリノイ州立大学に学ぶ。
トニー賞演劇助演女優賞を1983年と1985年の2回受賞している。
女優のほかに演出家としても活動している。

## 主な出演作品

### 映画
- デキシー・シスターズ Dixie: Changing Habits (1983) テレビ映画
- スティーブ・マーティンのロンリー・ガイ The Lonely Guy (1984)
- ポール・ニューマンの ハリー&サン Harry & Son (1984)
- ウーマン・イン・レッド The Woman in Red (1984)
- ジュディスの告発 Compromising Positions (1985)
- 長く熱い夜 The Long Hot Summer (1985) テレビ映画
- 想い出のブライトン・ビーチ Brighton Beach Memoirs (1986)
- 地獄のシスター Sister, Sister (1987)
- ハロー・アゲイン Hello Again (1987)
- マイルズ・フロム・ホーム Miles from Home (1988)
- ブルース・ウィリス/イン・カントリー In Country (1989)
- もうひとつのラブストーリー Everybody Wins (1990)
- パパがきた! Love Hurts (1991)
- デコレーション・デイ/30年目の勲章 Decoration Day (1990) テレビ映画
- ペイダート/この家、一獲千金! There Goes the Neighborhood (1992)
- 愛と憎しみの銃弾2 Her Final Fury: Betty Broderick, the Last Chapter (1992) テレビ映画
- ディアボロス/悪魔の扉 The Devil's Advocate (1997)
- 普通じゃない A Life Less Ordinary (1997)
- ラスト・リミッツ 栄光なきアスリート Without Limits (1998)
- ミラクル・ベイビーズ/6つ子ちゃん誕生日記 Half a Dozen Babies (1998) テレビ映画
- ミステリー、アラスカ Mystery, Alaska (1999)
- 父親たちの星条旗 Flags of Our Fathers (2006)
- ビッグ・ストーン・ギャップ Big Stone Gap (2014)

### テレビドラマ
- 浮気なおしゃれミディ Designing Women (1992-1993)
- バディーズ Buddies (1996)
- スティーヴン・キングのローズレッド Rose Red (2002) ミニシリーズ
- ふたりは友達? ウィル&グレイス Will & Grace (2002)
- LAW & ORDER:性犯罪特捜班 Law & Order: Special Victims Unit (2005, 2013)
- ホワイトカラー White Collar (2012)
- ウォーレン・ファミリーの秘密 The Family (2016)
- The Accidental Wolf (2017)

### テレビアニメ
- ザ・クリティック The Critic (1994-1995)